# Damien Molony
Damien Molony (n. Johnstown Bridge, Kildare; 21 de febrero de 1984) es un actor irlandés, conocido por sus papeles en televisión como Hal Yorke el drama sobrenatural Being Human, detective Constable Albert Fligh en el drama Ripper Street, y DS Jack Weston en Suspects.

## Biografía
Molony nació el 21 de febrero de 1984 en Johnstown Bridge (Kildare).
Se graduó en 2011 en Drama Centre London. En 2011 actuó en la obra de teatro Tis Pity She’s a Whore en el West Yorkshire Playhouse y ganador de Ian Charleson Award 2011. En 2012 y 2013 Molony participó en la serie Being Human, donde interpretó el personaje de al Yorke, un vampiro de 498 años. En 2013, Molony fue contratado para interpretar de forma principal a Det. Constable Albert Flight, un inspector en la serie drama de BBC One Ripper Street. Molony es actualmente en el serie de televisión Suspects.

## Teatro
- 2011 - Tis Pity She’s a Whore : Giovanni (West Yorkshire Playhouse)
- 2012 - Travelling Light :  Motl en Nate  (National Theatre (London), The Lowry (Salford), Grand Theatre (Leeds), Waterside Theatre (Aylesbury), Theatre Royal (Newcastle))
- 2013 - If You Don’t Let Us Dream, We Won’t Let You Sleep : Ralph Sweeney (Royal Court Theatre, London)
- 2013 - The Body Of An American at the Gate (the Gate)[6]

## Filmografía
- 2009: The List
- 2010: When the Hurlyburly's Done
- 2012: National Theatre Live (serie de televisión, 3x04)
- 2012: Being Human (serie de televisión, 4x01-5x06)
- 2013: Ripper Street (serie de televisión, 2x02-2x08)
- 2014: Suspects (serie de televisión, 1x01- )
- 2015: Clean Break (serie de televisión)
- 2016: Crashing (serie de televisión)
- 2017: “GameFace” (HBO)
- 2019: The Current War